# Sileas
Sileas is een Schots duo van harpspeelsters die oorspronkelijk optraden in een groep van zeven muzikanten uit Edinburgh waar zij een groep vormden die Sprangeen genaamd was. Deze groep bleef twee jaar bij elkaar en produceerde één album.
De twee harpistes Mary Macmaster en Patsy Seddon studeerden Gaelic in Edinburgh
en leerden liederen aan de School of Scottish Studies aan de Edinburgh University. 
Zij gingen in 1985 optreden onder de naam Sileas en produceerden hun eerste album.
Buiten Sileas treden zij met drie anderen op in The Poozies. Mary was ook werkzaam in een trio Shine met Corrina Hewat and Alyth McCormick.
In 1995 hebben zij meegewerkt aan het enige album van de gelijknamige Schotse band Clan Alba, opgericht door Dick Gaughan.

## Discografie
- Sprangeen: Sprangeen (Springthyme SPR 1013 - 1984)

- Sileas: Delighted With Harps - 1986 - Mary Macmaster ( harp, electro-harp, zang), Patsy Seddon (harp, electro-harp, zang)

- Sileas: Beating Harps (Green Linnet Records SIF 1089 - 1987)

- Sileas: Harpbreakers (Lapwing Records LAP 127 - 1990)

- Clan Alba - 1995

- Dansoozies - 1995

- Infinity Blue - 1998

- Sileas: Play on Light - 1999

- Changed Days, Same Roots met The Poozies - 2003

- Chantoozies - 2003

- Raise Your Head (A Retrospective) met The Poozies - 2003